# Football Club Sangiuliano City
El Football Club Sangiuliano City es un club de fútbol de Italia, con sede en San Giuliano Milanese, en Lombardía. Fue fundado en 1968 y refundado en 2021. Compite en la Serie D, cuarta categoría del fútbol italiano.

## Historia
Fue refundado en el año 2021 en la ciudad de San Giuliano Milanese luego de que la familia Luce adquiriera al NibionnOggiono que jugaba en la Serie D.
En su primera temporada de existencia gana el grupo B de la Serie D y logra el ascenso a la Serie C para la temporada 2022/23 teniendo como capitán al jugador de 40 años Manuel Pascali.

## Palmarés

### Torneos interregionales
- Serie D (1): 2021-22 (Grupo B)

### Torneos regionales
- Promozione Lombardia (1): 2019-20 (Grupo E)
- Prima Categoria Lombardia (5): 1965-66 (Grupo C), 1966-67 (Grupo C), 1974-75, 1983-84, 2018-19 (Grupo D)
- Seconda Categoria Lombardia (1): 2012-13 (Grupo S)
- Prima Divisione Lombardia (3): 1952-53, 1954-55, 1958-59